# Gertrud Andersdotter Moliis
Gertrud Andersdotter Moliis, född okänt år, död 1771, var en finländsk grosshandlare. 
Hennes föräldrar är okända, men hon var troligen medlem av en borgarfamilj i Åbo. Hon gifte sig först vid okänd tidpunkt med en borgare med efternamnet Långa, och därefter andra gången med handlaren Johan Moliis, och fick sex barn med honom 1731–1745. Vid sin andre makes död 1749 övertog hon en av Åbos större handelshus, som hon sedan drev till sin död. Hon ägde sex bodar och en kvarn, och var även redare. Hon var framgångsrik och var under flera år den kvinnliga företagare som betalade högst bevillning i Åbo.